# Chanbria
Genre
Chanbria est un genre de solifuges de la famille des Eremobatidae.

## Distribution
Les espèces de ce genre sont endémiques des États-Unis. Elles se rencontrent en Californie et en Arizona.

## Liste des espèces
Selon Solifuges of the World (version 1.0) :
- Chanbria rectus Muma, 1962
- Chanbria regalis Muma, 1951
- Chanbria serpentinus Muma, 1951
- Chanbria tehachapianus Muma, 1962

## Publication originale
- Muma, 1951 : The Arachnid order Solpugida in the United States. Bulletin of the American Museum of Natural History, no 97, p. 31-141 (texte intégral).